# Poul-Henning Kamp

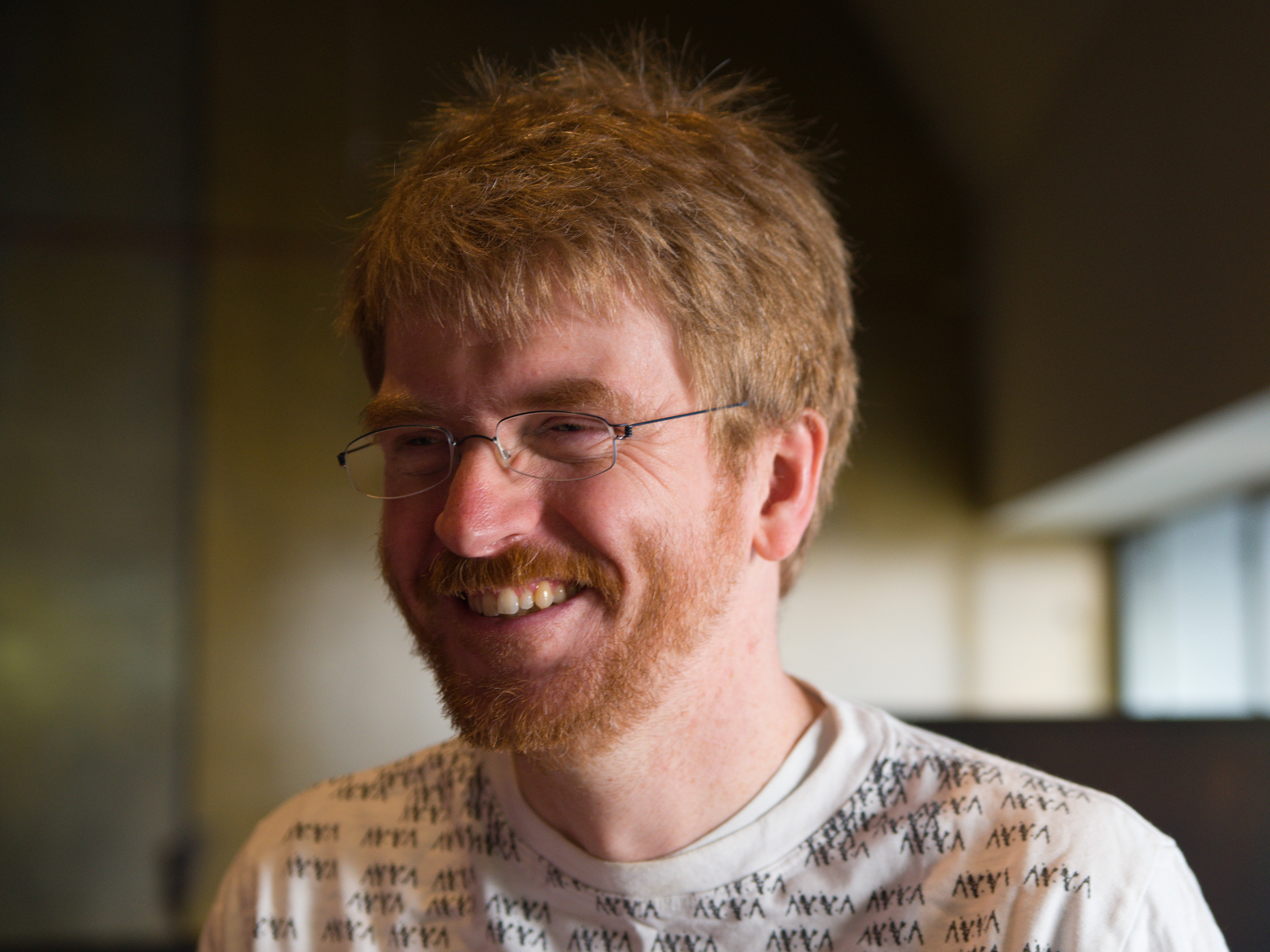
Poul-Henning Kamp en 2013.

Poul-Henning Kamp (né en 1966) est un informaticien danois. Il est surtout connu pour son travail dans divers projets de logiciels libres et open source.
Kamp habite Slagelse, au Danemark.

## Biographie
Poul-Henning Kamp s'est notamment impliqué dans le projet FreeBSD,, ainsi que le projet Varnish. Il a également popularisé l'expression bike shed discussion (« discussion de l’abri à vélo ») pour désigner la loi de futilité de Parkinson.